# Herrenberg
Herrenberg is een plaats in de Duitse deelstaat Baden-Württemberg, gelegen in het Landkreis Böblingen. De stad telt 31.818 inwoners.

## Geografie
Herrenberg heeft een oppervlakte van 65,71 km² en ligt in het zuidwesten van Duitsland.

## Geboren
- Johann Valentin Andreae (1586-1654), theoloog
- Wilhelm Schickard (1592-1635), astronoom en wiskundige
- Karl Link (1942), wielrenner
- Sven Krauß (1983), wielrenner

Aidlingen ·
Altdorf ·
Böblingen ·
Bondorf ·
Deckenpfronn ·
Ehningen ·
Gärtringen · 
Gäufelden ·
Grafenau ·
Herrenberg ·
Hildrizhausen ·
Holzgerlingen ·
Jettingen ·
Leonberg ·
Magstadt ·
Mötzingen ·
Nufringen ·
Renningen ·
Rutesheim ·
Schönaich ·
Sindelfingen ·
Steinenbronn ·
Waldenbuch ·
Weil der Stadt ·
Weil im Schönbuch ·
Weissach